# Фаренсбах (герб)

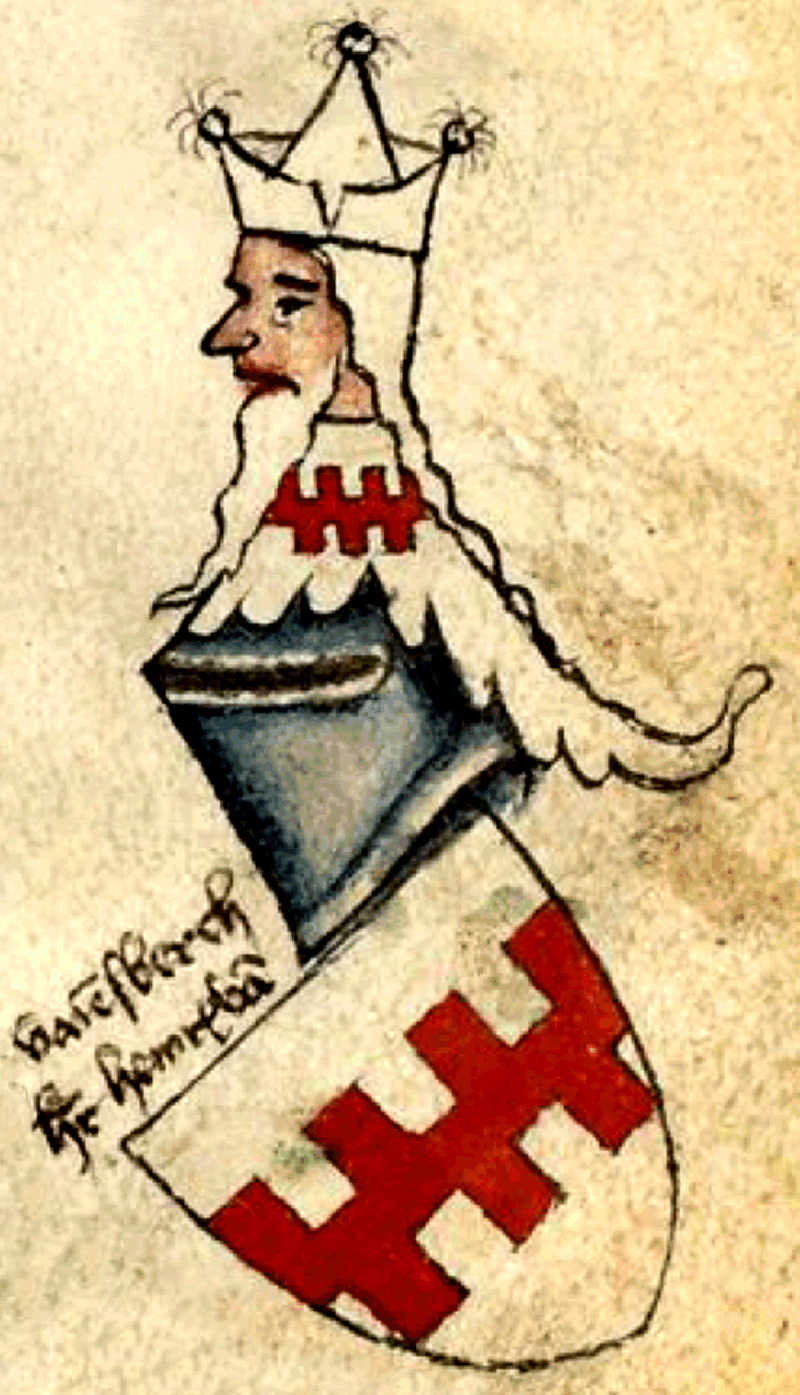
Герб Фаренсбах из гербовника Armorial de Bellenville (XIV век)

Фаренсбах (пол. Farensbach, Vernsbeke, Vernsbach, Vernsperch, Farensbeck, Farensbeke, Farembeke) — польский дворянский герб немецкого происхождения.

## Происхождение
Согласно описанию Северина Уруского, герб принадлежал старинному немецкому роду, в XV веке осевшему в Инфлянтах.
Юлиуш Островский указывает, что род имеет вестфальские корни и осел в Инфлянтах уже в XIV веке.

## Описание
Герб Фаренсбах I:

В поле серебряном — две стены красные с зубцами, одна над другой. Над шлемом в короне, между двумя чёрными крыльями муж в белой делии, опоясанный и застёгнутый, с руками назад заложенными, в колпаке красном остроконечном с чёрными отворотами.
Оригинальный текст (пол.) W polu srebrnem — dwa mury czerwone z blankami, jeden nad drugim. Nad hełmem w koronie, między dwoma czarnemi skrzydłami mąż w białej delji, opasany i zapięty, z rękoma w tył założonemi, w kołpaku czerwonym spiczastym o czarnych wyłogach.
— Juliusz Ostrowski: Księga herbowa rodów polskich, T.2
Герб Фаренсбах II:

В поле серебряном поперечный пояс красный, сверху в четыре, снизу в три зубца или выступа. Над шлемом в короне, между двумя чёрными крыльями вполовину муж в белой одежде с отложным воротником и с таким же самым двойным поясом на груди, как на щите, в красной остроконечной шапке с шестью пёрышками на конце и белыми отворотами.
Оригинальный текст (пол.) W polu srebrnem poprzeczny pas czerwony od góry w cztery, od dołu zaś naprzemian w trzy blanki, czy występy. Nad hełmem w koronie między dwoma skrzydłami czarnemi pół męża w białem ubraniu, z kołnierzem wykładanym i takim samym pasem podwójne blankowanym na piersiach jak był na tarczy, w czerwonej spiczastej czapce, zakończonej sześciu piorkami w obie strony z wylogiem białym w środku wyciętym.
— Juliusz Ostrowski: Księga herbowa rodów polskich, T.2

## Роды — носители герба
Farensbach (Фаренсбахи), Fedorowski (Федоровские), Feleński, Feliński, Felker, Ferensbach, Teodorowski.

## Известные представители
- Фаренсбах Георг (1551—1602) — польский военачальник, первый воевода венденский в 1598—1602 годах;
- Францбеков Дмитрий Андреевич (н.д.—1659) — государственный деятель времён Русского царства, воевода яранский, вятский и якутский.